# Церковь Николы Притиска
Церковь Николы Притиска (Притиско-Никольская церковь) — православный храм в Киеве, памятник архитектуры (охранный номер 1). Принадлежит Православной церкви Украины.

## Архитектура
Церковь Николы Притиска является одним из самых древних памятников, сохранившимся на Подоле. Церковь построена на средства киевского мещанина по прозвищу Железный Грош в 1695—1707 годах (по другим источникам — в 1631 году) в стиле украинского барокко. Эта небольшая церковь очень похожа на украинские крестообразные деревянные храмы. Первоначально и церковь Николы Притиска была крестообразной. Согласно информации в статье Список каменных храмов в стиле украинского барокко, перестроена в девятичастную одноглавую.
Характерной особенностью плана церкви Николы является граненая удлиненная западная ветвь креста и заметно укороченные также граненые боковые ветви — северная и южная. Купол церкви поставлен на восьмигранный барабан, установлен на высоких и широких подпружных арках, имеющих слегка стрельчатую форму, все ветви креста перекрыты цилиндрическими сводами, переходящими в сомкнутые своды в граненых частях ветвей креста. Арки объединяют боковые помещения в одно целое с подкупольным пространством.

## История
На месте, где сейчас находится храм, ещё во времена Киевской Руси стояла церковь, посвящённая Святому Николаю.
Название церкви, скорее всего, происходит от слова «притыка» (причал). Святой Николай был покровителем моряков, торговцев и купцов, поэтому неудивительно, что торговый люд Подола строил церкви, посвящённые своему святому. По другой версии, название связано с чудом, произошедшим в церкви — пытавшийся ночью вылезти в окно ограбивший церковь вор был прижат (притиснут) створкой окна (или иконой Святого Николая) и был обнаружен наутро прихожанами церкви.
В XVI веке на том же месте была построена новая деревянная церковь, по традиции получившая то же название. Первое упоминание о ней встречается в источниках 1612 года. Известно, что во время сильного пожара на Подоле в 1651 году она сгорела. Церкви Николы Притиска досталась сложная судьба, каменная церковь также не раз горела. После пожара 1718 года на деньги меценатов церковь восстановили в 1750 году. Особенно страшным был пожар 1811 года, когда полностью сгорел весь Подол. После этого пожара обгоревшие стены церкви больше десятилетия не имели крыши. Восстановление храма вместе с колокольней было осуществлено по проекту архитектора Андрея Меленского с сохранением его архитектурных форм. Колокольня была сооружена в стиле ампир, но с лепниной в стиле барокко, а её верхний ярус в стиле классицизма был достроен уже во второй половине XIX столетия. В начале XX столетия по инициативе церковного старосты И. С. Новикова храм был значительно обновлён. Но уже в 1909 году он опять сгорел.
В советское время богослужения в храме продолжались до 1935 года, так как в нём проводил службы и жил митрополит Украинской автокефальной православной церкви (УАПЦ) Иоанн Павловский (1890-1936). В 1935 году храм закрыли и использовали помещение под хлопко-прядильную фабрику. С 1977 года храм реставрировался, а 17 мая 1983 года обвалилась его юго-восточная часть. До 1990 года продолжалась реставрация. После её завершения церковь через некоторое время передали верующим. Вначале храм принадлежал общине УАПЦ, в настоящее время — Украинской православной церкви Киевского патриархата[уточнить].